# Damien Duff
Pour les articles homonymes, voir Duff.
Damien Duff, né le 2 mars 1979 à Ballyboden en Irlande, est un footballeur international irlandais. Il évolue au poste de milieu droit ou gauche. Il a joué successivement pour Blackburn, Chelsea, Newcastle United et enfin pour Fulham.

## Biographie

### Carrière en clubs

#### Blackburn Rovers
Né à Ballyboden, dans le comté de Dublin, Duff rejoint Blackburn Rovers en tant que stagiaire en 1996 après avoir joué pour Leicester Celtic, Boys St. Kevin's Celtic et Lourdes comme un écolier à Dublin. Il fait ses débuts pour Blackburn contre Leicester City FC à l'âge de 18 ans lors de la dernière journée de la saison 1996-97. Lors de la saison suivante, il marque à quatre reprises mais ne peut empêcher la relégation de Blackburn. Duff aide son club à remonter en Premier League et remporte la coupe de la Ligue en 2001. Après la coupe du monde 2002, il signe un nouveau contrat de quatre ans. Malgré les nombreuses blessures de la saison 2002-2003, il termine meilleur buteur des Rovers avec 11 buts en championnat. Son club atteint la 6e place du championnat avec à la clé une qualification pour la coupe de l'UEFA.

#### Chelsea
Dans la perspective de la saison 2003-2004, Chelsea fait plusieurs offres pour Duff, dont une à la hauteur de 17 millions de livres. Duff choisit de poursuivre sa carrière à Londres en juillet. Il joue son premier match pour Chelsea le 17 août 2003, lors de la première journée de la saison, contre le Liverpool FC. Il est titulaire lors de cette rencontre remportée par son équipe sur le score de deux buts à zéro. Sa première saison à Chelsea est à nouveau ternie par des blessures à répétition, et il rate la fin de saison de Chelsea, dont la demi-finale de la ligue des champions. Duff marque six buts durant cette saison. Il est un élément clé du jeu londonien et lui permet d'atteindre la place la plus élevée du club depuis 49 ans. Mais la fin de la saison est marquée par l'absence de trophées qui provoque le limogeage de l'entraineur Claudio Ranieri.
L'arrivée de l'ailier néerlandais Arjen Robben et le nouvel entraîneur portugais José Mourinho remettent en cause la place de Duff dans l'équipe pour la saison 2004-05. Avec la blessure de Robben en début de la saison, l'Irlandais est le seul ailier disponible à Chelsea. Cependant Mourinho ne le fait pas jouer jusqu'au retour de Robben. Son retour pousse Duff sur l'aile droite. La saison s’avère fructueuse pour Duff et Chelsea. Il marque 10 buts, dont une réalisation importante lors de la victoire anglaise contre le FC Barcelone en huitième de finale de Ligue des champions le 8 mars 2005, permettant aux siens de l'emporter (4-2). Chelsea réalise le doublé Championnat-Coupe de la Ligue. Chelsea n'avait plus gagné le Championnat depuis 1955.

#### Newcastle United
En juillet 2006, Chelsea et Newcastle se mettent d'accord pour un transfert évalué à 5 millions de livres, Duff signe un contrat de cinq ans. Duff fait ses débuts en compétition lors du deuxième tour de qualification aller pour la Coupe de l'UEFA contre FK Ventspils. Il marque son premier but pour Newcastle en septembre lorsque Newcastle s'impose 2-0 contre West Ham United FC à Upton Park. Duff subit une blessure au genou en novembre qui l'empêche de jouer quatre mois, pendant lesquels Newcastle accumule les défaites. Il revient, mais est ensuite indisponible pour le reste de la saison en raison d'une blessure à la cheville contracté contre Portsmouth (défaite 2-1) en avril 2007.
Sam Allardyce décrit plus tard que les blessures à répétition de Duff peuvent nuire à sa carrière. Duff fait son retour en décembre.
Dans le dernier match de la saison 2008-09, lors d'un match contre Aston Villa qui peut sceller la relégation de Newcastle en seconde division, il marque un but contre son camp qui anéantit les chances des Magpies. Malgré la relégation, Duff affirme son intention de rester au club.
Il marque le premier but de Newcastle de la saison 2009-10 contre West Bromwich Albion.

#### Fulham
Après avoir joué un match de Newcastle en 2009-10, Duff retourne en Premier League, et signe à Fulham pour un montant de £2,5 millions, et retrouve Roy Hodgson, son premier entraîneur à Blackburn Rovers.
Il fait ses débuts pour Fulham en tant que remplaçant contre Amkar Perm dans un match comptant pour la qualification pour la Ligue Europa. Le score final est de 3-1 en faveur des Cottagers. Duff joue son premier match de championnat contre son ancien club de Chelsea au cours duquel les Blues s'imposent facilement 2-0. Duff marque son premier but pour Fulham lors d'une victoire 2-1 contre Everton à la 79e minute.
Le 3 juin 2014, il est libéré par le club londonien.

#### Melbourne City
Lors de l'été 2014, Damien Duff prend la direction de l'Australie en signant un contrat d'un an avec le Melbourne City FC. Le transfert est annoncé dès le 10 juin 2014.

#### Shamrock Rovers
Il passe la saison 2014-15 à Melbourne City, et rejoint Shamrock Rovers, club irlandais, en juillet 2015. Le 21 décembre de la même année, il annonce sa retraite, estimant que son corps le demande.

### Carrière en sélection nationale
Avec l'équipe d'Irlande des moins de 20 ans, Duff joue les coupes du monde 1997 et 1999, où il marque deux buts.
Il fait ses débuts pour l'Irlande en 1998 contre la République tchèque. Depuis, il a accumulé 75 sélections et 7 buts.
Il joue tous les matchs de la coupe du monde 2002 et marque contre l'Arabie saoudite.
En 2009, il est nommé 124e meilleur joueur du monde par la FIFA.
Lors de l'Euro 2012, il honore sa 100e sélection pour la "Green Amy" contre l'Italie le 18 juin 2012 pour une défaite 2-0 et une élimination de l'Irlande dans cette compétition.
Le 24 juin 2012, il annonce sa retraite internationale.

### Reconversion
Le 14 janvier 2019, Damien Duff devient entraîneur de la réserve du Celtic FC.
Le 3 novembre 2021, Damien Duff est nommé entraîneur principal du Shelbourne FC.

## Palmarès

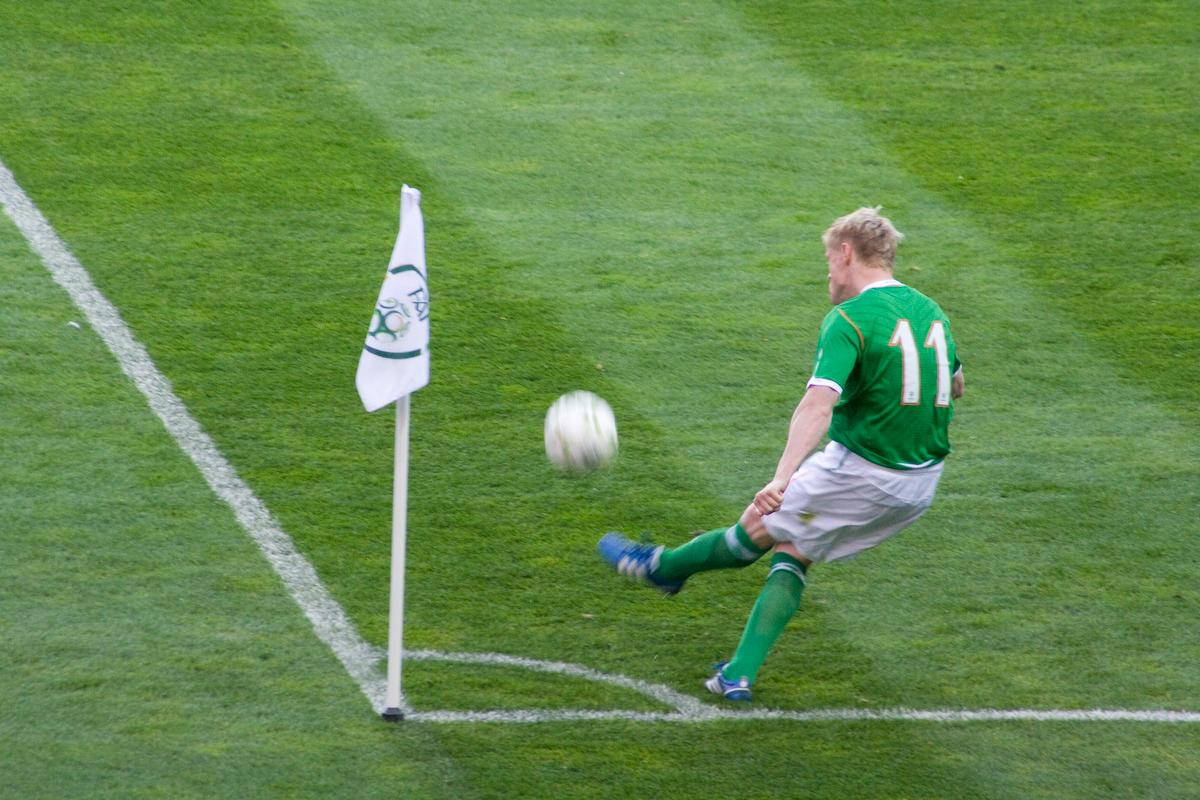
Damien Duff tirant un corner avec l'Irlande

### En club
- Champion d'Angleterre en 2005 et en 2006 avec Chelsea FC
- Vainqueur de la Coupe de la Ligue en 2002 avec les Blackburn Rovers et en 2005 avec Chelsea FC
- Vainqueur du Community Shield en 2005 avec Chelsea FC
- Vainqueur de la Coupe Intertoto en 2006 avec Newcastle United
- Finaliste de la Ligue Europa en 2010 avec Fulham FC

## Statistiques en équipe d'Irlande
- 100 sélections et 8 buts entre 1998 et 2012
- Participation à la Coupe du Monde en 2002 (1/8 de finaliste)
- Participation au Championnat d'Europe des Nations en 2012 (Premier Tour)

### Buts internationaux
| Buts en sélection de Damien Duff | Buts en sélection de Damien Duff | Buts en sélection de Damien Duff         | Buts en sélection de Damien Duff | Buts en sélection de Damien Duff | Buts en sélection de Damien Duff | Buts en sélection de Damien Duff |
| #                                | Date                             | Lieu                                     | Adversaire                       | Score                            | Résultats                        | Compétitions                     |
| -------------------------------- | -------------------------------- | ---------------------------------------- | -------------------------------- | -------------------------------- | -------------------------------- | -------------------------------- |
| 1                                | 15 août 2001                     | Lansdowne Road, Dublin                   | Croatie                          | 1-0                              | 2-2                              | Match amical                     |
| 2                                | 11 juin 2002                     | International Stadium Yokohama, Yokohama | Arabie saoudite                  | 3-0                              | 3-0                              | Coupe du monde 2002              |
| 3                                | 29 mars 2003                     | Stade Mikhaïl-Meskhi, Tbilissi           | Géorgie                          | 1-0                              | 2-1                              | Éliminatoires Euro 2004          |
| 4                                | 30 avril 2003                    | Lansdowne Road, Dublin                   | Norvège                          | 1-0                              | 1-0                              | Match amical                     |
| 5                                | 6 septembre 2003                 | Lansdowne Road, Dublin                   | Russie                           | 1-0                              | 1-1                              | Éliminatoires Euro 2004          |
| 6                                | 18 novembre 2003                 | Lansdowne Road, Dublin                   | Canada                           | 1-0                              | 3-0                              | Match amical                     |
| 7                                | 1er mars 2006                    | Lansdowne Road, Dublin                   | Suède                            | 1-0                              | 3-0                              | Match amical                     |
| 8                                | 8 février 2011                   | Aviva Stadium, Dublin                    | Pays de Galles                   | 2-0                              | 3-0                              | Carling Cup 2011                 |